# Literatura infantil

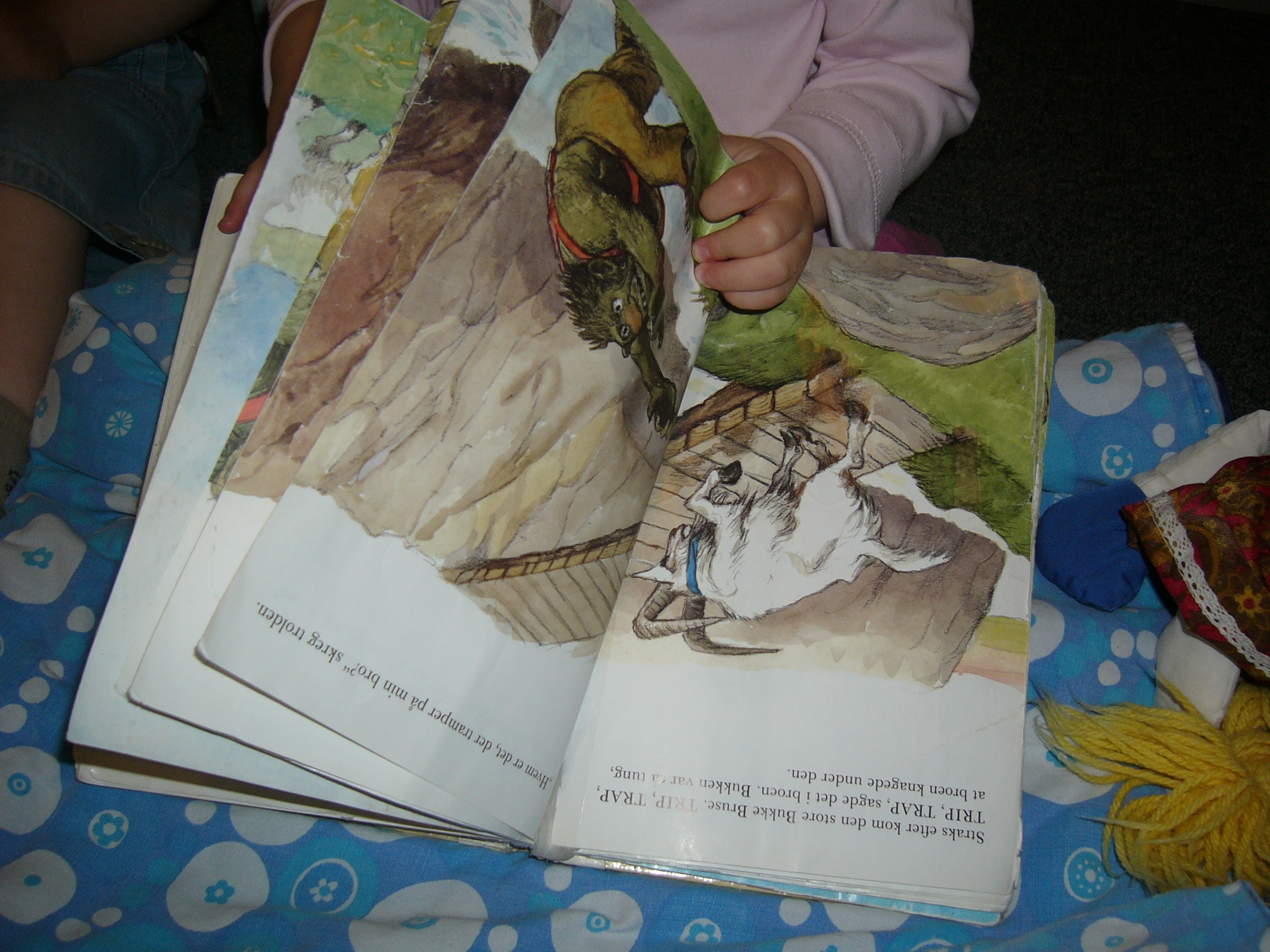
Un infant fulleja un llibre infantil.

La literatura infantil és aquell conjunt d'obres dirigides específicament per als infants. S'acostuma a dividir en literatura infantil pròpiament dita i literatura juvenil.

## El terme
El terme neix com a oposició a literatura adulta a l'acabament de l'Edat Moderna, vinculat al binomi adult-autor/infant-lector. No és una etiqueta unànime per diversos motius:
- Algunes obres considerades infantils van ser escrites per al públic adult en el seu origen.
- Molts contes infantils provenen del folklore popular, però no van ser pensats per a nens.
- Es considera la literatura infantil com a "menor", en certa manera.
- Els nens poden llegir literatura adulta o adaptacions d'aquesta.
- No tots els llibres que s'ofereixen per a infants són literatura infantil.[3]

## Els trets de la literatura infantil
Són molts els models descriptius proposats per a identificar la literatura infantil. Un dels més autoritzats en l'àmbit espanyol correspon a l'escriptor Miguel Delibes, qui li va adjudicar tres característiques: tema adequat, linealitat i brevetat.
Tot i això, l'objecció més recurrent per parlar de literatura infantil és l'absència de trets específics recurrents, ja que la majoria de característiques que s'hi associen poden aparèixer a diversos gèneres per a adults o tenir exemples contraris dins la mateixa literatura infantil.
Un primer grup d'arguments a favor de l'especificitat afirma que la literatura infantil és més senzilla, tant des del punt de vista argumental com a lèxic. Tot i això, com que en la majoria de llibres infantils hi ha una selecció de vocabulari, les trames i al·lusions poden ser força complexes; mentre que hi ha literatura adulta de trama única i lineal, amb lèxic escàs.
Si es considera que allò propi és la identificació del lector amb els personatges (nens i animals) sorgeixen, com a contraexemples, obres allunyades de l'experiència infantil i por conseqüent, dins la literatura adulta es troben gèneres com la faula o narradors que adopten la veu d'un nen.
Per als qui pensen que es tracta d'obres més curtes, se sol objectar l'existència de contes i microrelats, de la mateixa manera que es contraposa el còmic o la novel·la gràfica als qui afirmen que es tracta d'obres il·lustrades. Tampoc no és distintiva la funció moral o didàctica, ja que existeix tot un gènere adult de gran tradició que busca ensenyar i, a més, no tota la literatura infantil pretén transmetre un missatge ètic.
En definitiva, la manca de trets clars específics comporta que la divisió sorgeixi pel context d'aparició, com les col·leccions específiques o les indicacions d'edat a la contraportada. Aquestes edats varien segons els criteris editorials, però, en general, s'accepten les següents divisions: prelectors, primers lectors (a vegades presenten una tipografia diferent) i fins als 10 i 12 anys, moment en què es passa a la literatura juvenil.
Des del punt de vista dels estudis literaris contemporanis, la literatura infantil ha assolit una nova dimensió, estretament relacionada amb la puixança de la il·lustració i l'excel·lència en la tasca editorial: la dimensió artística.

## Història de la literatura infantil
La crítica literària coincideix a considerar el naixement de la literatura infantil en paral·lel a la tradició oral: de la falda a la rondalla. Així, l'especialista Ana Garralón afirma que començar una història de la literatura infantil des de l'aparició del llibre seria injust. El conte popular o rondalla seria una articulació per a infants del mite cosmològic fundacional, a partir del qual també es desenvoluparien, ja en l'àmbit de l'escriptura, les faules i els contes de fades. Més endavant els relats de viatges i les robinsonades prendrien l'espai de la literatura escrita. Tot aquest corpus literari arriba als nostres dies gràcies a les recopilacions, en especial les de Charles Perrault i els Germans Jacob i Wilhem Grimm. Aquests darrers ja advertien l'any 1812 que els seus llibres no estaven escrits pensant en els nens.
L'anomenada edat d'or de la literatura infantil es dona a la segona meitat del segle xix a Anglaterra, quan la ciència i la fantasia es donen la mà en obres com la fonamental Alícia en terra de meravelles de Lewis Carroll. El 1904, J.M. Barrie publica el ja clàssic Peter Pan. Prèviament, la ingent obra de William Blake i Charles Dickens, les teories de la llibertat pedagògica i del nen anàrquic, així com el nonsense d'Edward Lear i l'aventura cientificista de Jules Verne havien aplanat el camí. A l'Amèrica Llatina destacarà la nursery de Rafael Pombo.
La renovació europea del conte moral arribarà amb el mite del nen de fusta: Pinotxo, de Carlo Collodi. Mark Twain, amb el seu antimodel Tom Sawyer, i L.M. Alcott, amb les seves modèliques donetes, ho faran als Estats Units. La decadència de l'aventura clàssica, d'Stevenson a Kipling, va donar pas a la literatura "de colles", amb Enid Blyton al capdavant. La fantasia i la multiplicitat assoliran el seu clímax amb obres com El màgic d'Oz, de L.F. Baum, i El pastís màgic, de Norman Lindsay. Al seu torn, la il·lustració sense moral implícita de contes té els seus grans representants en Beatrix Potter, J. de Brunhoff (creador de Babar) i A.A. Milne (pare de Winnie-the-Pooh).
Entre els anomenats nous de la literatura infantil destaquen Lindgren, Nöstlinger, Härtling, Dahl, Sendak i Ende. Les seves obres introdueixen el concepte de vida íntima com a espai propi de la infància i una fantasia que no es justifica en el món empíric. El capgirament del conte infantil naixerà de l'enginy de Gianni Rodari. A Catalunya, l'editorial La Galera va donar títols de rellevància, com són El zoo d'en Pitus, de Sebastià Sorribas, o La colla dels deu, de Joaquim Carbó.
El 1967, l'IBBY va declarar el dia 2 d'abril com a Dia Internacional del Llibre Infantil, en commemoració del naixement de Hans Christian Andersen.
En els darrers anys, una figura important dels estudis de literatura infantil ha estat Angela Articoni, escriptora de nombrosos assaigs i autora de La sua barba non è poi così blu... Immaginario collettivo e violenza misogina nella fiaba di Perrault (2014, traduït a l'espanyol com Su barba no era tan azul), llibre guanyador del primer premi internacional CIRSE 2015, i de Arte bambina (2017).

## Il·lustracions

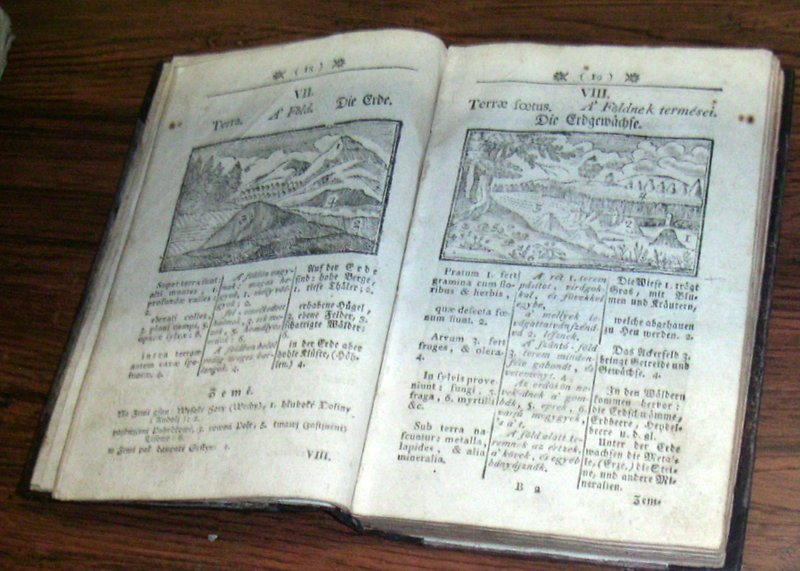
Una reedició de finals del segle XVIII dOrbis Pictus de Comenius, el primer llibre d'imatges per a nens.

Les imatges sempre han acompanyat els contes infantils. Un papir de l'Egipte romà d'Orient mostra il·lustracions acompanyades de la història dels treballs d'Hèrcules. Els llibres infantils moderns estan il·lustrats d'una manera que rarament es veu a la literatura per a adults, excepte en novel·les gràfiques. En general, les obres artístiques tenen un paper més important en els llibres destinats als lectors més joves (especialment als nens prealfabetitzats). Els llibres il·lustrats per a nens solen servir com una font accessible d'art d'alta qualitat per als nens petits. Fins i tot després que els nens aprenguin a llegir prou bé com per gaudir d'una història sense il·lustracions, continuen apreciant els dibuixos ocasionals que es troben als llibres de capítols.
Segons Joyce Whalley a The International Companion Encyclopedia of Children's Literature, "un llibre il·lustrat es diferencia d'un llibre amb il·lustracions en què un bon llibre il·lustrat és aquell on les imatges milloren o afegeixen profunditat al text".Amb aquesta definició, es considera que el primer llibre infantil il·lustrat és Orbis Pictus, també anomenat Orbis Sensualim Pictus, que va ser publicat el 1658 per l'autor txec Comenius. Actuant com una mena d'enciclopèdia, Orbis Pictus tenia una imatge a cada pàgina, seguida del nom de l'objecte en llatí i alemany. Va ser traduït a l'anglès el 1659 i durant molts anys es va utilitzar a les llars i escoles d'Europa i Gran Bretanya.
Els primers llibres infantils, com Orbis Pictus, estaven il·lustrats amb xilografia, i moltes vegades la mateixa imatge es repetia en diversos llibres, independentment de que fos adequada per a la història. Els processos més nous, com ara el gravat en coure i acer, es van utilitzar per primera vegada a la dècada de 1830. Un dels primers usos de la cromolitografia (una manera de fer impressions multicolors) en un llibre infantil es va demostrar a Struwwelpeter, publicat a Alemanya el 1845. L'il·lustrador anglès Walter Crane va perfeccionar-ne l'ús en llibres infantils a finals del segle xix.

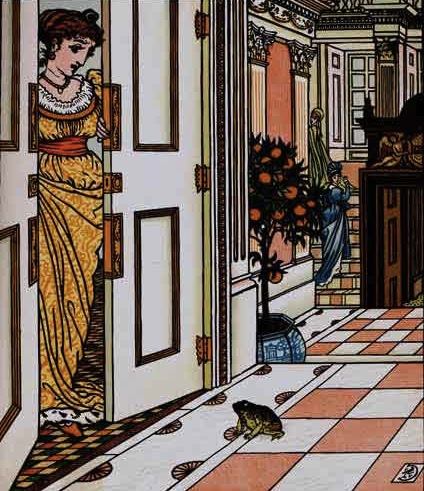
Il·lustració cromolitogràfica de Walter Crane per a El rei granota, 1874.

Un altre mètode per crear il·lustracions per a llibres infantils va ser l'aiguafort, utilitzat per George Cruikshank a la dècada de 1850. A la dècada de 1860, els millors artistes il·lustraven per a nens, com Crane, Randolph Caldecott, Kate Greenaway i John Tenniel. La majoria de les imatges encara eren en blanc i negre, i moltes imatges en color eren pintades a mà, sovint per nens. The Essential Guide to Children's Books and Their Creators atribueix a Caldecott "El concepte d'estendre el significat del text més enllà de la visualització literal".
Artistes del segle xx com Kay Nielson, Edmund Dulac i Arthur Rackham van produir il·lustracions que encara avui es reimprimeixen. L'evolució de les capacitats d'impressió es va reflectir en els llibres infantils. Després de la Segona Guerra Mundial, la litografia òfset es va perfeccionar i les il·lustracions d'estil de pintor, com la de Brian Wildsmith, eren habituals a la dècada de 1950.
Illustradors of Children Books, 1744–1945 (Horn Book, 1947) és una obra de quatre volums àmpliament detallada de Louise Payson Latimer, Bertha E. Mahony i Beulah Folmsbee, que cataloga els il·lustradors de llibres infantils durant dos segles.

## Premis
Hi ha un gran nombre de premis destacats per a la literatura infantil a diversos països, parts del món o per a llengües específiques entre els quals:
- Àfrica: a l'Àfrica, el premi Golden Baobab organitza un concurs anual per a escriptors africans de contes infantils. És un dels pocs premis literaris africans que reconeix l'escriptura per a nens i joves. El concurs és l'únic concurs d'escriptura panafricana que reconeix els escriptors africans prometedors de literatura infantil. Cada any, el concurs convida a presentar contes inèdits d'inspiració africana escrites per a un públic de 8 a 11 anys (Categoria A) o de 12 a 15 anys (Categoria B). Els escriptors que tinguin 18 anys o menys poden optar al Rising Writer Prize.
- Austràlia: a Austràlia, el Children's Book Council of Australia organitza una sèrie de premis anuals de llibres.[19] També hi ha els premis literaris anuals del primer ministre que des de l'any 2010 inclouen categories de literatura infantil i juvenil.[20][21]
- Canadà – Al Canadà, s'estableix el Premi Literari del Governador General per a la Literatura Infantil i la Il·lustració, en anglès i francès. Diversos consells escolars i associacions de biblioteques de les províncies també organitzen premis populars "elecció dels nens" on els llibres candidats són llegits i defensats per escoles i aules individuals. Aquests inclouen el blau Spruce (graus K-2), Silver Birch Express (graus 3–4), Silver Birch (graus 5–6), Red Maple (graus 7–8) i White Pine (escola secundària) a Ontario. Els programes d'altres províncies inclouen The Red Cedar and Stellar Awards a BC, Willow Awards a Saskatchewan i Manitoba Young Readers Choice Awards. IBBY Canada ofereix una sèrie de premis anuals.
- Xina: a la Xina, el Premi Nacional de Literatura Infantil destacada és el màxim guardó concedit a la literatura infantil.
- Japó – Al Japó, hi ha molts premis per a llibres infantils.[22]
- Filipines - A les Filipines, des de 1989 s'ha establert el Premi Carlos Palanca Memorial de Literatura per a la literatura de contes en anglès i filipí (Maikling Kathang Pambata). La poesia infantil en anglès i filipí s'ha establert des del 2009. Els anys 2001 i 2002 es va atorgar el Medalló Pilar Pérez de Literatura Juvenil. La Junta de Llibres per a Joves de Filipines atorga premis importants, que inclouen el Premi d'Escriptors PBBY-Salanga a l'excel·lència en l'escriptura i el Premi Il·lustrador PBBY-Alcala a l'excel·lència en il·lustració. Altres premis són el Premi Ceres Alabado a la contribució destacada a la literatura infantil; el Premi Gintong Aklat (Premi Llibre d'Or); El Gawad Komisyon para sa Kuwentong Pambata (Premi de la Comissió de Literatura Infantil en filipí) i el National Book Award (atorgat pel Cercle de Crítics de Manila) per a la producció destacada de llibres infantils i literatura juvenil.
- Regne Unit – Al Regne Unit i la Commonwealth, la Medalla Carnegie per a l'escriptura i la Medalla Kate Greenaway per a la il·lustració, el Nestlé Smarties Book Prize i el Guardian Award són alguns dels premis notables.
- Estats Units - Als Estats Units, l'American Library Association per al Servei de Biblioteques a la Infància atorga els principals premis. Inclouen la medalla Newbery per a l'escriptura,[23] el premi Michael L. Printz per a l'escriptura per a adolescents,[24] la medalla Caldecott per a la il·lustració, el premi Golden Kite en diverses categories de la SCBWI, la medalla Sibert per a la informació, el premi Theodor Seuss Geisel per a lectors principiants, la medalla Laura Ingalls Wilder per l'impacte en el temps, el premi Batchelder per al treball de traducció, el premi Coretta Scott King pel treball d'un escriptor afroamericà i la Medalla Belpre al treball d'un escriptor llatí. Altres premis destacats són el National Book Award per literatura inftantil i juvenil (Young People's Literature en anglès) i el Orbis Pictus Award a l'excel·lència en l'escriptura de no-ficció per a nens.

Els premis internacionals també existeixen com a formes de reconeixement global. Aquests inclouen el premi Hans Christian Andersen, el premi Astrid Lindgren Memorial, l'Illustrarte Bienale d'il·lustració i el premi BolognaRagazzi per a obres artístiques i disseny. A més, els bloggers amb experiència en llibres infantils i juvenils donen una sèrie important de premis de llibres en línia anomenats Premis Cybils o Premis literaris per a bloggers infantils i juvenils.

### Premis en llengua catalana i occitana
En llengua catalana i occitana hi ha els següents premis:
- Premi Edebé de Literatura Infantil i Juvenil, convocat per edebé
- Concurs literari Sant Gregori, convocat per l'ajuntament de Sant Gregori
- Premi de Narrativa Infantil-Juvenil en Valencià Ciutat de Dénia
- Premi de narrativa breu per a joves Sant Jordi 2025, convocat per l'ajuntament d'Ascó
- Premi Novel·la Gràfica Sant Cebrià Negre, convocat per l'ajuntament de Sant Cebrià de Vallalta per a novel·la gràfica juvenil de gènere negre.
- Premi de relat Jordi Tiñena, convocat per l'ajuntament de Creixell
- Premi literari de contes curts, convocat per l'ajuntament d'Almenar
- Concurs Lletres per a ser cantades, convocat per l'ajuntament de Cassà de la Selva
- Premi Tortell de Reis per a infants, convocat per l'ajuntament de Prades
- Premi Altea de literatura infantil i juvenil, convocat per l'ajuntament d'Altea i Aila Edicions